# Прогресивна партия на трудовия народ
Прогресивна партия на трудовия народ (на гръцки: Ανορθωτικό Κόμμα Εργαζόμενου Λαού, AKEΛ) (АКЕЛ) е кипърска комунистическа партия.
АКЕЛ подкрепя независим, демилитаризиран и необвързан Кипър, и федерално решение на кипърския проблем. Тя поставя особен акцент върху сближаването с кипърските турци. Също подкрепя планът Анан през 2004 г., но накрая реагира с отрицателен отговор, тъй като няма време да се формулира отговор на плана.
Като силен поддръжник на социалните помощи и национализацията, АКЕЛ успешно прилага на практика няколко социални мерки за подпомагане на икономическото благосъстояние на хората по време на финансовата криза, като например увеличаване на ниските пенсии с 30% и укрепване на социалните помощи, отпускане до €12 млн. годишно на университетите. Като цяло са изразходвани €1,2 млрд. за социални дейности през първите три години на управлението на АКЕЛ, с различни подобрения, направени в предоставянето на социални грижи. Въпреки това, критиците приписват на партията кипърската финансова криза от 2012-2013 г.

## История
АКЕЛ е основана през 1926 г. като „Комунистическа партия на Кипър“. Комунистическата партия определя като своя цел не само борбата срещу експлоатацията, но и за независимостта на Кипър от британското управление. Партията е обявена за незаконна през 1931 г., когато британското колониално правителството налага ограничения на гражданските права след националистически бунт. През 1941 г. водещи членове на нелегалната комунистическа партия и други, основават АКЕЛ. В първите местни избори през 1943 г. кандидати на АКЕЛ стават кметове на Лимасол (Плутис Сервас) и Фамагуста (Адам Адамантос).
За разлика от своя предшественик, АКЕЛ не е против Еносис. След неуспеха на Консултативното събрание през 1949 г. за изготвяне на конституция, приемлива за кипърските членове, АКЕЛ променя политиката си, като подкрепя незабавен Еносис без никакви междинни етапи.
В края на 1950–те г., АКЕЛ се противопоставя на насилствените тактики на анти-британското съпротивителното движение ЕОКА. EOKA обвинява АКЕЛ, че сътрудничи на британците, въпреки че партията също е незаконна от 1955 г. Няколко членове на АКЕЛ са убити от EOKA поради това, че са „предатели“, включително Савас Менику, който е убит с камъни. АКЕЛ твърди, че лидерството на EOKA е анти-комунистическо, тъй като нейният лидер Георгиос Гривас се бори срещу комунистите по време на гръцката гражданска война. По-късно Гривас основава ЕОКА-В, която подкрепя държавния преврат от 1974 г.
Около 1958 г. кипърско-турската националистическа организация ТСО започва да принуждава турците в АКЕЛ да напуснат. Редакторът на работническия вестник Фазил Йондер е убит, а ръководителят на турското бюро на работническия профсъюз Ахмет Сади се премества в Англия, за да спаси живота си.
В първите президентски избори за независим Кипър, АКЕЛ подкрепя Йоанис Клеридис срещу Макарий III Кипърски. Последният кипърски турчин, член на Централния комитет на АКЕЛ, Дервиш Али Кавазоглу е убит от ТСО през 1965 г.

### Настояще
На парламентарните избори от 27 май 2001 г., партията печели 34,7% от гласовете и 20 от 56 места. След тези избори, генералния секретар на АКЕЛ Димитрис Христофиас е избран за председател на Камарата на представителите до 2006 г. Той е подкрепен от АКЕЛ, Движение за социалдемокрация (ЕДЕК) и Демократическата партия (ДИКО).
АКЕЛ е член на Европейската обединена левица – Северна зелена левица в Европейския парламент, и се счита за умерен евроскептик. Кипър се присъединява към ЕС през 2004 г., и на европейските избори от 2004 г., АКЕЛ печели 2 места (Адамос Адаму и Кирякос Триантафилидис).
АКЕЛ става най-голямата политическа партия на парламентарните избори през 2006 г. Въпреки това, партията губи две места, като печели 18 места с 31,31% от гласовете.
Във втория тур на президентските избори, проведени на 24 февруари 2008 г. Димитрис Христофиас, генерален секретар на АКЕЛ, е избран за президент на Република Кипър. Христофиас получава 53,36% от гласовете срещу своя опонент десният Йоанис Касулидис 46,64%. На 21 януари 2009 г. Андрос Киприану е избран за генерален секретар на партията, с 54,3% на изборите на Централния комитет. На изборите за Европейския парламент през 2009 г., АКЕЛ успява да спечели 34,9% от гласовете, и отново получава 2 от 6 мандата за Кипър (Кирякос Триантафилидис и Такис Хаджигеоргиу). На изборите от 2014 г., задържа двете си места с 27% от гласовете.
В интервю с лидера на Агенция „Athens News“ Андрос Киприану заявява, че АКЕЛ обмисля излизане на Кипър от еврозоната, като „това е опция на масата“, но и че тя ще изисква „проучване и планиране“.
На президентските избори от 2013 г. Лидерът на АКЕЛ Ставрос Малас губи с 42,52% срещу 57,48%. На парламентарните избори от 2016 г. партията печели 16 мандата.

## Участия в избори

### Камара на представителите
| Камара на представителите | |                     |                   |     |
| Година                    | # от всички гласове                                                                                  | % от всички гласове | # от всички места | +/– |
| 1960                      | 51 719                                                                                               | 35 (#2)             | 5 / 505 / 35      | –   |
| 1970                      | 68 229                                                                                               | 34,1 (#1)           | 9 / 35            | 4   |
| 1976                      | 95 364                                                                                               | 32,8                | 9 / 35            | 3   |
| 1976                      | Коалиция с Демократичен фронт и Движение за социалдемокрация, които взимат 21 и 4 места респективно. |                     |                   |     |
| 1981                      | 95 364                                                                                               | 32,8 (#1)           | 12 / 35           | 3   |
| 1985                      | 87 628                                                                                               | 27,4 (#3)           | 15 / 56           | 3   |
| 1991                      | 104 771                                                                                              | 30,6 (#2)           | 18 / 56           | 3   |
| 1996                      | 121 958                                                                                              | 33 (#2)             | 19 / 56           | 1   |
| 2001                      | 142 648                                                                                              | 34,7 (#1)           | 20 / 56           | 1   |
| 2006                      | 131 237                                                                                              | 31,1 (#1)           | 18 / 56           | 2   |
| 2011                      | 132 171                                                                                              | 32,67 (#2)          | 19 / 56           | 1   |
| 2016                      | 90 204                                                                                               | 25,67 (#2)          | 16 / 56           | 3   |

### Европейски парламент
| Година | # от всички гласове | % от всички гласове | # от всички места | +/– |
| ------ | ------------------- | ------------------- | ----------------- | --- |
| 2004   | 93 212              | 27,89 (#2)          | 2 / 6             | –   |
| 2009   | 106 922             | 34,9 (#2)           | 2 / 6             | 0   |
| 2014   | 69 852              | 26,98 (#2)          | 2 / 6             | 0   |